# Phare Megálo Émvolon
Le phare Megálo Émvolon (en grec moderne : Φάρος Μεγάλο έμβολο / faros mégalo emvolo) est un phare situé au Cap Megálo Émvolon dans le Golfe Thermaïque en Grèce. Sa date de construction n'est pas connue mais la station est mise en service en 1864.

## Caractéristiques
Le phare est une tour cylindrique, blanche, dont le dôme de la lanterne est de couleur verte. Il se situe à l'angle de la maison du gardien. D'une hauteur de 10,5 mètres, il s'élève à 30 mètres au-dessus de la mer.

## Codes internationaux
- ARLHS[1] : GRE-096
- NGA : 16576
- Admiralty[2] : E 4498